# Togo Palazzi
Togo Anthony Palazzi (Union City, 8 agosto 1932 – 12 agosto 2022) è stato un cestista e allenatore di pallacanestro statunitense, professionista nella NBA.

## Carriera
Venne selezionato dai Boston Celtics al primo giro del Draft NBA 1954 (5ª scelta assoluta).

## Palmarès
- NCAA AP All-America Third Team (1954)
- Campione NIT (1954)
- MVP NIT (1954)